# Дрэбот, Кэти
Кэти Дрэбот (англ. Katie Drabot, род. 2 сентября 1997, Сидарберг, Висконсин) — американская пловчиха, призёр чемпионата мира 2019 года и летней Универсиады 2017 года.

## Карьера
В Тайбэе на летней Универсиаде в 2017 году Кэти завоевала три медали — бронзу в составе эстафеты 4 по 200 метров вольным стилем, серебро в составе вольной эстафеты 4×100 метров, а также личную серебряную на дистанции 200 метров вольным стилем.   
На чемпионате мира 2019 года в корейском Кванджу завоевала бронзовую медаль на дистанции 200 метров баттерфляем, уступив победительнице венгерской спортсменке Богларке Капаш 0,26 секунды.